# Mesitornithidae
Mesitornithidae là một họ chim trong bộ Mesitornithiformes.

## Phân loại học
Họ này có 2 chi, Mesitornis (2 loài) và Monias.
- Mesitornis variegatus
- Mesitornis unicolor
- Monias benschi